# 4152 Weber
För andra betydelser, se Weber.
4152 Weber eller 1985 JF är en asteroid i huvudbältet som upptäcktes den 15 maj 1985 av den amerikanske astronomen Edward L.G. Bowell vid Anderson Mesa Station. Den är uppkallad efter den tyske kompositören Carl Maria von Weber.
Asteroiden har en diameter på ungefär 19 kilometer.